# Делария, Лиа
Лиа Делария (англ. Lea DeLaria; род. 23 мая 1958) — американская актриса, певица и комедиантка. Делария считается первой открытой лесбиянкой-комедиантом, которая выступала со своими, часто спорными, номерами в вечерних шоу. Она известна на экране благодаря своему образу мужеподобной лесбиянки.

## Ранние годы
Делария родилась в Белвилле, Иллинойс, в семье домохозяйки Дженны Джин и Роберта Делариа, джазового пианиста и социального работника Её дедушка и бабушка были итальянцами.. До восьмого класса училась в школе Св. Марии в Белвилле, а позже, в своих выступлениях упоминала католическое образование.

## Карьера
Дебют Деларии на экране состоялся в 1993 году на The Arsenio Hall Show. В 1993 году она прошла на шоу телеканала Comedy Central Out There. Делария также известна своей музыкальной комедией Dos Lesbos (1987—1989) и комедией Girl Friday, которую она написала, поставила, а также исполнила в ней роль. В 1989 году эта комедия выиграла премию Golden Gull за лучшую комедийную группу в городе Провинстаун.
Лиа выпустила два CD-диска с записями своих комедий Bulldyke in a China Shop (1994) и Box Lunch (1997). Она также написала юмористическую книгу «Правила мира от Лии».
Делария появилась в роли Джейн в 1998 году в офф-бродвейской постановке «Невероятная история», гей-пересказе Библии. В Entertainment Weekly написали: «Звезда была рождена с Лией Делариа» после её роли Хильди Эстерхази в новой постановке мюзикла On The Town (1998) на Бродвее. Позднее она сыграла Эдди и Доктора Скотта в 2000 году в Бродвейском мюзикле "Шоу Рокки Хоррора. Также Лиа Делария появлялась во многих фильмах, включая картину «Семнадцатилетний рубеж» и «Клуб первых жен».
Лиа объединяет музыкальные представления в стенд-ап комедию, сосредотачиваясь на традиционном и современном бибопе.
Делария говорила: 

Это моя личная цель — внести бибоп в гей-сообщество. 
В 2001 году она выпустила диск Plat It Cool. Этот CD сопровождал альбом The Double Standarts в 2003 году и The Very Best Of Lea Delaria в 2008 году.
В 2001 году Делария озвучивала Хельгу Фагли в мультсериале «Облонги». На телевидении у неё была второстепенная роль мадам Дельфины в дневной мыльной опере «Одна жизнь, чтобы жить», которую она играла в 1999—2011 годах. В 2008 году Warner Bros. Records выпустила первую запись Деларии, в которую входили композиции «Down With Love», «Night and Day», «Love Me or Leave Me» и «Come Rain or Come Shine».

 Я хотела придать этому диску стиль старой школы… Я надеюсь, этот диск перенесёт вас обратно в 1948 год в стены клуба «Авангард». Позвольте мне пригласить вас на коктейль, пока вы наслаждаетесь сигаретой и нежитесь на качелях.Оригинальный текст (англ.){{{2}}} I styled this CD on the old school live recordings … It is my hope that this CD will take you back to 1948 and the Village Vanguard. So please let me invite you to mix a cocktail and enjoy a smoke while you sit back and soak up the swing.
В октябре 2008 года Делария отправилась в тур по Австралии, посетив Мельбурн, Сидней, Брисбен, Аделаиду. Она также часто сотрудничала с комедианткой Мэгги Каселла, например, на ежегодном Рождественском кабаре-шоу в Торонто, Онтарио и некоторых других городах Канады и США. В июле 2010 версия песни «All That Jazz» Деларии была использована на шоу So You Think You Can Dance. По сей день она выступает в Американском репертуарном театре в Кембридже, Массучусетс.
14 февраля 2015 года Делария получила премию «Равноправие Иллинойса» как «передовой исполнитель, который использовал свой талант, чтобы развлечь и просветить миллионы американцев». На присуждении премии Делария сказала:

Как исполнитель на протяжении 33 лет менявший восприятие лесбиянок, квир и ЛГБТ, хочу сказать, что это честь для меня — видеть такое признание родного штата. Я чувствую, как горжусь Белвиллем. Вперед Маруны! Оригинальный текст (англ.){{{2}}}As an out performer for over 33 years who has made it her life’s work to change peoples perception of butch, queer and LGBT, it is an honor for me to receive such recognition from my home state. I feel I’m doing Belleville proud. Go Maroons!
С 2013 по 2019 год Делария исполняла роль заключённой-лесбиянки Кэрри «Большой Бу» Блэк в сериале Netflix «Оранжевый — хит сезона».

## Фильмография
| Год       |     | Русское название                    | Оригинальное название             | Роль                                       |
| --------- | --- | ----------------------------------- | --------------------------------- | ------------------------------------------ |
| 1994      | с   | Мэтлок                              | Matlock                           | детектив Пэт Полетти / детктив Пэт Джордан |
| 1994—1995 | с   | Шоу Джона Ларрокетта                | The John Larroquette Show         | Лорели                                     |
| 1995      | с   | Оперативный центр                   | OP Center                         | капитан Уайт                               |
| 1995      | с   | Спасённые звонком: Новый класс      | Saved by the Bell: The New Class  | мисс Херст                                 |
| 1995      | с   | Друзья                              | Friends                           | женщина                                    |
| 1996      | ф   | Клуб первых жён                     | The First Wives Club              | фанатка Элис                               |
| 1996      | ф   | —                                   | Rescuing Desire                   | Сейди                                      |
| 1997      | с   | Шоу Дрю Кэри                        | The Drew Carey Show               | Джуэл                                      |
| 1997      | ф   | Тривиальное чтиво                   | Plump Fiction                     | мистер Перпл                               |
| 1998      | ф   | —                                   | Homo Heights                      | Клементин                                  |
| 1998      | ф   | Семнадцатилетний рубеж              | Edge of Seventeen                 | Энжи                                       |
| 1998      | тф  | —                                   | In Through the Out Door           | разные персонажи                           |
| 1999—2011 | с   | Одна жизнь, чтобы жить              | One Life to Live                  | мадам Дельфина / профессор Дель Фина       |
| 2000      | с   | —                                   | The Beat                          | Кэти Спек                                  |
| 2001      | с   | Городские истории                   | Further Tales of the City         | Уилли Омиак                                |
| 2001      | мс  | Облонги                             | The Oblongs                       | Хельга Фагли                               |
| 2002      | с   | Убойная служба                      | The Job                           | Кики                                       |
| 2003      | с   | Уилл и Грейс                        | Will & Grace                      | медсестра Карвер                           |
| 2004      | кор | —                                   | Mercury in Retrograde             | Бетси Брик                                 |
| 2006      | ф   | —                                   | Fat Rose and Squeaky              | Толстая Роуз                               |
| 2009      | с   | Закон и порядок: Специальный корпус | Law & Order: Special Victims Unit | Фрэнки                                     |
| 2012      | с   | Блудливая Калифорния                | Californication                   | Дебби                                      |
| 2012      | с   | Только материалы                    | Submissions Only                  | участница прослушивания                    |
| 2013      | ф   | Оторвы                              | Ass Backwards                     | Деб                                        |
| 2013      | тф  | Дорогой немой дневник               | Dear Dumb Diary                   | мисс Брантфорд                             |
| 2013—2019 | с   | Оранжевый — хит сезона              | Orange Is the New Black           | Кэрри «Большая Бу» Блэк                    |
| 2014      | с   | Неуклюжая                           | Awkward                           | татуировщица                               |
| 2014—2017 | мс  | Кларенс                             | Clarence                          | И Джей                                     |
| 2015      | с   | Шоу Гэффигана                       | The Jim Gaffigan Show             | в роли самой себя                          |
| 2016      | ф   | —                                   | Bear with Us                      | главный рейнджер Стюарт                    |
| 2017      | мф  | Тачки 3                             | Cars 3                            | мисс Крошка                                |
| 2017      | мф  | Школа гонок мисс Крошки             | Miss Fritter’s Racing Skoool      | мисс Крошка                                |
| 2017      | с   | Брод Сити                           | Broad City                        | Деб                                        |
| 2017      | с   | Бесстыдники                         | Shameless                         | Барб                                       |
| 2017—2018 | с   | —                                   | Baroness Von Sketch Show          | Буч Шаман / Брайна                         |
| 2018      | ф   | Поддержите девушек                  | Support the Girls                 | Бобо                                       |
| 2019      | с   | Кодекс                              | The Code                          | Марти Димонт                               |
| 2019      | с   | Расправа                            | Reprisal                          | Куини                                      |
| 2020      | мс  | Достаточно близко                   | Close Enough                      | н/д                                        |
| 2020      | мс  | Кипо и Эра чудесных зверей          | Kipo and the Age of Wonderbeasts  | Молли Ярнчоппер                            |
| 2021      | ф   | Картофелинка мечтает об Америке     | Potato Dreams of America          | Тамара                                     |
| 2021      | с   | В ритме жизни                       | Physical                          | профессор Мендельсон                       |
| 2022      | с   | Чёрный список                       | The Blacklist                     | медсестра Бинсток                          |

## Дискография
| - 1994: Bulldyke in a Chinashop - 1997: Box Lunch (Rising Star) - 1998: On the Town — «Хильди Эстерхази» - 1999: Edge of Seventeen — Blue Skies (Razor and Tie) - 2001: The Rocky Horror Show — 2000 Обновленный состав Бродвея (RCA Victor Broadway) - 2005: Hair — в запасе актёров America Benefit Recording (Ghostlight) | - 2001: Play It Cool (Warner/WEA) - 2005: Double Standards (Telarc) - 2006: The Very Best of Lea DeLaria (Rhino/WEA UK) - 2008: Lea DeLaria — The Live Smoke Sessions (Ghostlight Records) - 2005: Din and Tonic — Janette Mason (Fireball Records) - 2006: Drawn to All Things — Ian Shaw Sings the Songs of Joni Mitchell — Ian Shaw (Linn Records) - 2009: Alien Left Hand — Janette Mason (Fireball Records) |